# Zodariellum dagestanum
Espèce
Zodariellum dagestanum est une espèce d'araignées aranéomorphes de la famille des Zodariidae.

## Distribution
Cette espèce est endémique du Daghestan en Russie,. Elle se rencontre vers Korkmaskala.

## Description
Le mâle holotype mesure 3,25 mm.

## Systématique et taxinomie
Cette espèce a été décrite par Ponomarev et Shmatko en 2023.

## Étymologie
Son nom d'espèce lui a été donné en référence au lieu de sa découverte, le Daghestan.

## Publication originale
- Ponomarev & Shmatko, 2023 : « Two new species and new records of spiders (Aranei) in Dagestan (Russia). » Caucasian Entomological Bulletin, vol. 19, no 2, p. 213-219.